# Ștefan Ion Ghilimescu
Ștefan Ion Ghilimescu (n. 16 martie 1947, Costeștii din Vale, județul Dâmbovița) este un critic, istoric literar, poet, eseist și publicist român. Este membru al Uniunii Scriitorilor din România.

## Biografie

### Studii
Este licențiat al Facultății de filologie, Universitatea din București(1974). A fost profesor in învațământul gimnazial și liceal; funcționar și director la Casa de Cultură Pucioasa (1980-1989). Din 1990 și până în 2011 este consilier și, respectiv, director în cadrul Direcției pentru Cultură, Culte și Patrimoniu Cultural Național a județului Dâmbovița. A fost profesor  asociat (1992-1998) la Universitatea "Valahia" din Târgoviște.

### Activitate literară
A fost unul dintre organizatorii, după revoluția din '89, între anii 1990-2011,  Concursului Național de Literatură "Moștenirea Văcăreștilor" care s-a desfăurat an de an, în acea perioadă,  la Târgoviște. De asemeni,  creatorul Bienalei de Artă Plastică "Gheorghe Petrașcu" (1992), cu zece  ediții realizate sub coordonarea sa până în 2010. A condus, alături de poetul Ion Rușet, Cenaclul literar "Luceafărul" (1980-1989) al tinerilor scriitori dâmbovițeni. A fost  inițiatorul revistei de cultură "Longitudini" și redactorul ei șef. În 2012, a devenit pentru o perioadă  redactorul șef al revistei "Târgoviștea Literarã". Redactor din 2017 al revistei "Antilethe" pentru rememorarea exilului românesc.

### Debut
A debutat publicistic cu eseul Poezia lui Mihail Celarianu (1967) în suplimentul Pentru literatură, Baia Mare. Colaborează constant cu eseuri, cronici literare, articole de critică și istorie literară, poezie la Viața Românească, Ramuri, Astra, Luceafărul, Contemporanul-Ideea europeană, Argeș, Calende, Literatorul, Zburătorul, Contrapunct, Art Panorama, Jurnalul literar, Poesis, Nord literar, România. Kilometrul zero, Filocalia, Citadela, Lumina (Vârșeț), Manuscriptum, Litterae (Canada), Acolada, Ateneu, Cafeneaua literară, Alternanțe (Germania), precum și la unele reviste și ziare dâmbovițene: "Longitudini", Litere", "Curier", "Târgoviștea", "Glasul cetății", "Dâmbovița", "Kindia", "Realitatea dâmbovițeană", "Târgoviștea Literară"

## Afilieri
- membru al Asociației Scriitorilor Profesioniști din România (A.S.P.R.O., 1995)
- membru al Uniunii Scriitorilor(2003)
- membru al Societății Ziariștilor din România (1992)

## Premii literare
- Premiul "Poemul comentat" al revistei "Astra" (1983)
- Premiul de poezie "Ovid Densusianu"(1984)
- Premiul Editurii "Scrisul Românesc" pentru volumul de poezii  rămas în manuscris "Șiruri"(1984)
- Premiul Uniunii Scriitorilor, Filiala Pitești în 2005 ("Tranziția politică. Politica tranziției")
- Premiul Uniunii Scriitorilor, Filiala Pitești în 2008 ("România exilată. George & Alexandru Ciorănescu").
- Premiul revistei "Cafeneaua Literară" pe 2012, împreună cu Gheorghe Grigurcu și Daniel Corbu
- Premiul "Opera Omnia" al U.S. pe 2017 pentru întreaga operă
- Este desemnat de Marin Sorescu în 1991-1992 drept bursier al Premiului Herder.[2]
- mai multe premii ale unor asociații și reviste ale U.S. sau particulari

## Activitate literară
A îngrijit antologia de poezie tânără Prima verba(1998) și ediția critică Marin Bucur, I. L. Caragiale: lumea operei, vol. III (2001). Ca istoric literar este preocupat de restituirea, în cadrul canonului național, a moștenirii literare a unor scriitori importanți din exil.